# Rijksbeschermd gezicht Landgoederenzone Wassenaar-Voorschoten-Leidschendam-Voorburg
Gezicht Landgoederenzone Wassenaar-Voorschoten-Leidschendam-Voorburg is een  van rijkswege beschermd dorpsgezicht ten zuiden van de plaats Wassenaar in de Nederlandse provincie Zuid-Holland. Het gebied is gelegen in de gemeenten Wassenaar, Leidschendam-Voorburg en Voorschoten. De procedure voor aanwijzing werd gestart op 5 september 2002. Het gebied werd op 16 november 2007 definitief aangewezen. Het beschermd gezicht beslaat een oppervlakte van 2819,1 hectare.

## Beschermd gezicht
Panden die binnen een beschermd gezicht vallen krijgen niet automatisch de status van beschermd monument. Wel zal de gemeente het bestemmingsplan aanpassen om nieuwe ontwikkelingen in het gebied te reguleren. De gezichtsbescherming richt zich op de stedenbouwkundige en cultuurhistorische waardering van een gebied en wil het toekomstig functioneren daarvan veiligstellen.